# SN 1954N
SN 1954N – supernowa odkryta 3 czerwca 1954 roku w galaktyce A144548+1010. W momencie odkrycia miała maksymalną jasność 18,00m.